# San Prisco
San Prisco é uma comuna italiana da região da Campania, província de Caserta, com cerca de 10.010 habitantes. Estende-se por uma área de 7 km², tendo uma densidade populacional de 1430 hab/km². Faz fronteira com Capua, Casagiove, Casapulla, Caserta, Curti, Santa Maria Capua Vetere.

## Demografia
| Variação demográfica do município entre 1861 e 2011                               |
|                                                                                   |
| Fonte: Istituto Nazionale di Statistica (ISTAT) - Elaboração gráfica da Wikipedia |